# Josephine Tegenfalk
Josephine Tegenfalk, född 14 december 1988, är en svensk volleybollspelare (passare). Hon avslutade sin aktiva karriär efter säsongen 2022/2023. Hon har i huvudsak spelat för klubbar i Elitserien och för Sveriges damlandslag, med vilka hon spelade 44 landskamper. Hon har efter spelarkarriären fortsatt som biträdande tränare för Örebro Volley.
Tegenfalks moderklubb är Vallentuna VBK där hon började spela volleyboll ungefär tolv år gammal. Hon debuterade med klubben i Elitserien 2006/2007. Hon gick 2008 över till Norsjö VK och året efter till Lindesbergs VBK. Med Lindesberg vann hon SM-guld 2011/2012. Därefter var hon proffs i Frankrike under ett år med CEP Poitiers Saint-Benoît VB. Efter ett år utomlands återvände hon till Sverige för spel med Gislaveds VBK. Hon gick efter ett år över till Örebro Volley, där hon stannade under resten av karriären.
Tegenfalk var vanligen andrapassare i landslaget, men var under European Silver League 2018 förstepassare och utsågs till turneringens bästa passare. Hon är utbildad biomedicinsk analytiker.